# 560. Infanterie-Division (Wehrmacht)
Die 560. Infanterie-Division war eine deutsche Infanteriedivision im Zweiten Weltkrieg.

## Geschichte

### Aufstellung
Die Division wurde am 1. August 1944 in Moss im besetzten Norwegen für den Wehrkreis X im Zuge der 30. Aufstellungswelle mit Heimatstandort Lüneburg aufgestellt. Eigentlich war diese Einheit als Grenadier-Einheit bestehend aus in Norwegen und Dänemark überzähligen Truppenteilen und Luftwaffenpersonal. Die letztendlich aufgestellten Grenadier-Regimenter wurden nur mit zwei Bataillone gebildet.

### Auflösung durch Umgliederung
Die Einheit wurde in mehreren Stufen Mitte August und Mitte September 1944 in die 560. Volks-Grenadier-Division umgegliedert.
Kommandeur war der Generalleutnant Erich Hoffmann.
Die Gliederung der Division war:
- Grenadier-Regiment 1128
- Grenadier-Regiment 1129
- Grenadier-Regiment 1130
- Artillerie-Regiment 1560
- Füsilier-Bataillon 560
- Divisions-Einheiten 1560